# Igrejas Reformadas Livres da Austrália
As Igrejas Reformadas Livres da Austrália - IRLA- ( em inglês Free Reformed Churches of Australia -  FRCA) formam uma denominação reformada continental, estabelecida na Austrália, em 1951, por imigrantes holandeses, membros das  Igrejas Reformadas Libertadas.

## História

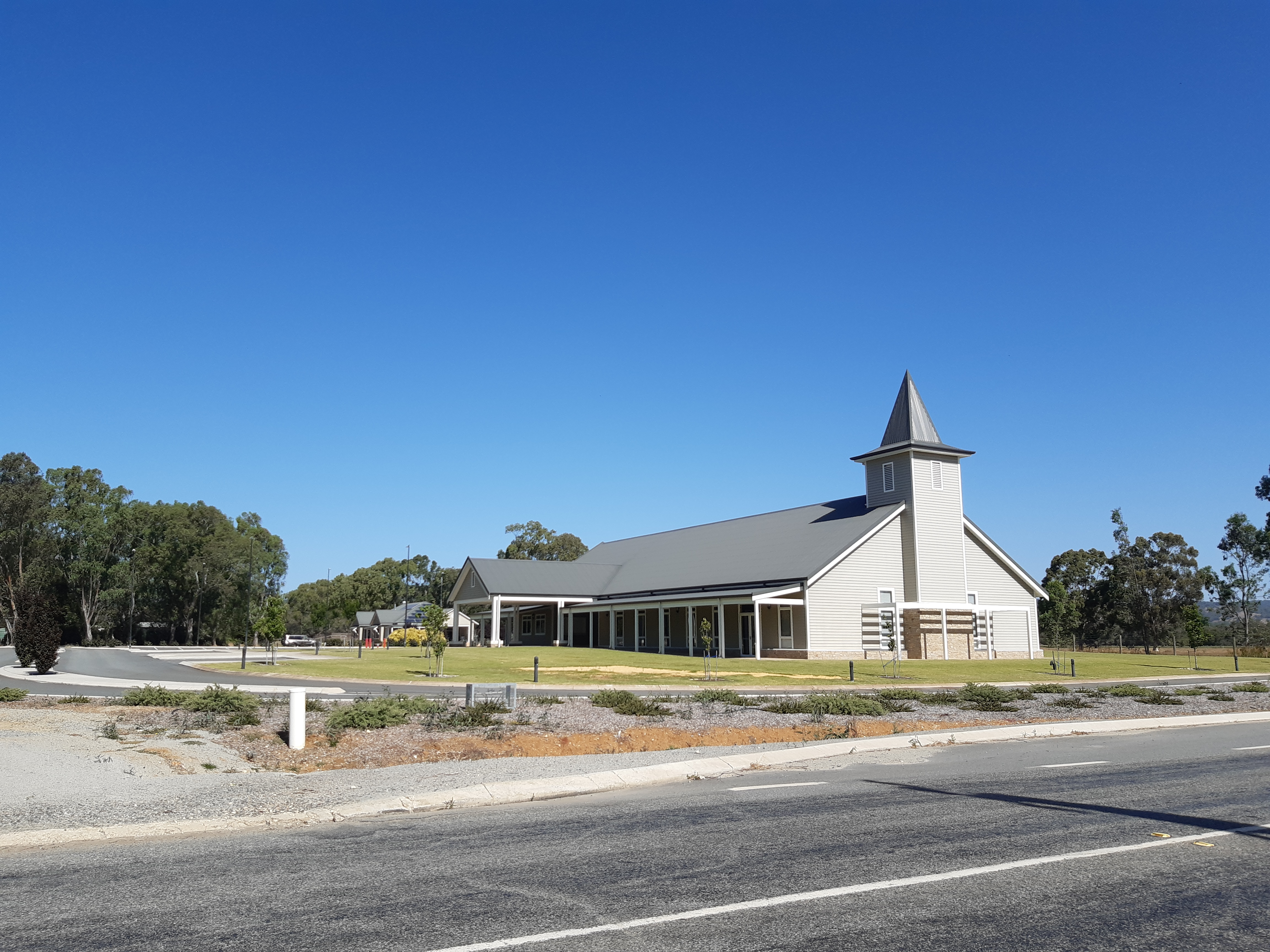
Igreja Reformada Livre de Mundijong.

Após a Segunda Guerra Mundial, muitos imigrantes holandeses migraram para a Austrália. Entre eles, membros das Igrejas Reformadas na Holanda (Liberadas) (IRHL), uma denominação que não ordenava mulheres e não praticava a salmodia exclusiva.
Na época, a Igreja Presbiteriana da Austrália permitia a ordenação de mulheres e a Igreja Presbiteriana da Austrália Oriental exigia a salmodia exclusiva. Sendo assim, ao chegarem na Austrália, os membros das IRHL não se adaptaram às denominações existentes e fundaram, em 1951, a Igrejas Reformadas Livres da Austrália.
Desde então, a denominação se espalhou por toda a Austrália.
Em 2018, a denominação participou de um ato coletivo, juntamente com outras denominações australianas, em defesa da liberdade religiosa.
Em 2016, a denominação tinha 16 igrejas e 4.663 membros. Em 2024, relatou ter 19 igrejas e congregações um total de 5.422 membros.

## Doutrina
A ICRA adota as Três Formas da Unidade (Confissão Belga, Catecismo de Heidelberg e Cânones de Dort) como sua doutrina oficial. A denominação defende a Inerrância bíblica e se opõe a ordenação de mulheres.

## Relações Intereclesiásticas
A denominação foi fundadora da Conferência Internacional das Igrejas Reformadas, em 1985. Todavia, não permaneceu na organização.
Em 2020, as IRLA tinham relacionamento de igreja(s) irmã(s) com a(s):
1. Igrejas Reformadas Canadenses e Americanas[7]
2. Igrejas Reformadas Livres na África do Sul[9]
3. Igreja Presbiteriana na Coreia (Kosin)
4. Igrejas Reformadas na Indonésia
5. Igrejas Reformadas da Nova Zelândia[7]
6. Primeira Igreja Evangélica Reformada de Cingapura

Além disso, tinham contato com a(s):
1. Igrejas Reformadas Unidas na América do Norte
2. Igrejas Reformadas Neerlandesas (1967-2023)
3. Igrejas Reformadas na Holanda (Restauradas)

Em 2015 a denominação suspendeu seu relacionamento com as Igrejas Reformadas na Holanda (Liberadas) em 2018 cortou definitivamente o relacionamento com a igreja mãe, depois que esta passou a permitir a ordenação de mulheres.